# Hermogène (urbaniste)
Pour les articles homonymes, voir Hermogène.
Hermogène est un urbaniste et un architecte grec antique (fin IIIe siècle av. J.-C. - début IIe siècle av. J.-C.), sans doute originaire d'Alabanda dans l'actuelle Turquie.

## Biographie
Auteur de traités d'architecture, il nous est connu par Vitruve. Très influencé par Hippodamos de Milet, il fut à l'origine d'un nouveau style d'architecture, l'eustyle, plus léger et aéré que pendant la période classique. Ce nouveau style se caractérisait par des colonnes plus élancées, un plan pseudodiptère. Il introduit l'harmonie entre les colonnes et les parois, entre l'architecture intérieure et l'architecture extérieure grâce à une correspondance, à travers tout le plan, entre les colonnes et les segments de murs.
Il conçut en grande partie la cité de Magnésie du Méandre. Il eut une grande influence sur les architectes suivants, jusqu'à Vitruve même, qui pensait que ses ouvrages « devaient être considérés comme la source où la postérité a puisé les meilleurs préceptes de l'architecture ». Ses conceptions furent reprises par la suite, comme au temple d'Artémis à Sardes.